# Marinci (Buzet)
Marinci is een plaats in de gemeente Buzet in de Kroatische provincie Istrië. De plaats telt 66 inwoners (2001).